# Christian Leyser
Christian Leyser (* 4. September 1624 in Leipzig; † 3. Oktober 1671 in Sangerhausen) war ein deutscher evangelisch-lutherischer Theologe, Superintendent und Philosoph.

## Leben und Wirken
Der Sohn von Polykarp Leyser II. und der Sabina Volckmar (1598–1634), Tochter des Leipziger Buchhändlers und Bürgermeisters Nikolaus Volckmar (1573–1602) und der Maria Rothaupt (1570–1602), besuchte anfänglich Schulen seiner Heimatstadt. Während dieser Zeit wurde er von Hauslehrern unterrichtet. Schon frühzeitig erwarb Leyser mit 18 Jahren das Bakkalaureat an der Universität Leipzig. Anschließend studierte er ab 1641 an der Universität Wittenberg Theologie und Philosophie. Im Jahre 1646 kehrte er nach Leipzig zurück und wurde dort zum Magister der Philosophie promoviert. Doch bereits 1650 zog es ihn erneut nach Wittenberg, um hier eine Stelle als Adjunkt der philosophischen Fakultät zu übernehmen.
Nach einer fast dreijährigen Gelehrtenreise von 1654 bis 1657 zu den bedeutendsten Universitäten Europas wurde Leyser im Jahre 1658 mit der Führung des Dekanats der philosophischen Fakultät der Universität Wittenberg betraut. Nur ein Jahr später wurde er in Halle an der Saale zum Diakon für die Ulrichkirche in Sangerhausen ernannt, wo er 1662 zum Superintendenten befördert wurde. Schließlich promovierte er im Jahre 1667 in Wittenberg noch zum Doktor der Theologie.

## Familie
Leyser heiratete am 11. Januar 1662 Dorothea Elisabeth (1647–1689), die Tochter des Pfänners und Ratsherrn Georg Hagen und der Margarethe Schönitz aus Halle. Mit ihr zusammen hatte er zwei Söhne und drei Töchter:
- Dorothea Elisabeth Leyser, (get. 10. Juli 1663 in Sangerhausen; † 29. Juli 1663 ebenda)
- Christian Leyser, (get. 29. Juni 1664 in Sangerhausen; † 14. September 1739 ebenda) war Kirchkastenverwalter, Ratsherr und Bürgermeister sowie Besitzer der Leysermühle und war verheiratet mit Anna Clara Detzschel (* 10. Februar 1671 in Bad Frankenhausen; † 1723 in Sangerhausen) aus Frankenhausen bei Crimmitschau.
- Polykarp Leyser, (* 15. April 1666 in Sangerhausen; † 8. Juni 1724 in Merseburg) wurde 1695 Pfarrer in Merseburg, 1696 Domprediger in Naumburg, 1711 Oberpfarrer an St. Maximi in Merseburg sowie schließlich im Jahre 1714 Superintendent am Stift Merseburg.
- Margarethe Elisabeth Leyser, (get. 14. Juni 1668 in Sangerhausen) heiratete am 2. Dezember 1689 in Halle den Protonotarius des Konsistoriums des Merseburger Stifts Christian Schwope.
- Sabina Elisabeth Leyser, (begraben am 12. Februar 1671 in Sangerhausen)

Nach seinem relativ frühen Tod heiratete seine Witwe noch den Rechtsanwalt Caspar Bertram.

## Werke (Auswahl)
- Consensus Non Consensus Quin potius Dissensus Lutheranorum et Iansenistarum, Leipzig 1668
- Felicitas Serenissimi Et Potentissimi Principis Ac Domini ... Johannis Georgii Primi Ducis Saxoniae, Wittenberg 1657